# Drepanocentron yayati
Drepanocentron yayati är en nattsländeart som beskrevs av Schmid 1982. Drepanocentron yayati ingår i släktet Drepanocentron och familjen Xiphocentronidae. Inga underarter finns listade i Catalogue of Life.